# Ульф Самуельссон
Ульф Самуельссон (швед. Ulf Samuelsson, нар. 26 березня 1964, Фагерста) — колишній шведський хокеїст, що грав на позиції захисника. Грав за збірну команду Швеції.
Володар Кубка Стенлі. Провів понад тисячу матчів у Національній хокейній лізі. 

## Ігрова кар'єра
Хокейну кар'єру розпочав на батьківщині 1981 року виступами за команду «Лександ».
1982 року був обраний на драфті НХЛ під 67-м загальним номером командою «Гартфорд Вейлерс». 
Протягом професійної клубної ігрової кар'єри, що тривала 20 років, захищав кольори команд «Лександ» (1981–1984), «Гартфорд Вейлерс» (1984–1991), «Піттсбург Пінгвінс» (1991–1995), «Нью-Йорк Рейнджерс» (1995–1999), «Детройт Ред-Вінгс» (1999) та «Філадельфія Флаєрс» (1999–2000).
Загалом провів 1212 матчів у НХЛ, включаючи 132 гри плей-оф Кубка Стенлі.
Був гравцем молодіжної збірної Швеції. Виступав за національну збірну Швеції.

## Тренерська діяльність
Тренерську кар'єру розпочав у сезоні 2003/04 коли очолив аматорську американську команду, продовжив на посаді асистента головного тренера клубу АХЛ «Гартфорд Вулвс Пек». З сезону 2006/07 асистент головного тренера Фінікс Койотс. У травні 2011 року Самуельссон стає головним тренером клубу МОДО. З липня 2013 асистент головного тренера «Нью-Йорк Рейнджерс».

## Статистика

### Клубні виступи
| Сезон              | Клуб                 | Ліга               | Регулярний сезон | Регулярний сезон | Регулярний сезон | Регулярний сезон | Регулярний сезон | Плей-оф | Плей-оф | Плей-оф | Плей-оф | Плей-оф |
| Сезон              | Клуб                 | Ліга               | І                | Г                | П                | О                | ШХ               | І       | Г       | П       | О       | ШХ      |
| ------------------ | -------------------- | ------------------ | ---------------- | ---------------- | ---------------- | ---------------- | ---------------- | ------- | ------- | ------- | ------- | ------- |
| 1981–82            | «Лександ»            | Елітсерія          | 31               | 3                | 1                | 4                | 40               | —       | —       | —       | —       | —       |
| 1982–83            | «Лександ»            | Елітсерія          | 33               | 9                | 6                | 15               | 72               | —       | —       | —       | —       | —       |
| 1983–84            | «Лександ»            | Елітсерія          | 36               | 5                | 11               | 16               | 53               | —       | —       | —       | —       | —       |
| 1984–85            | «Гартфорд Вейлерс»   | НХЛ                | 41               | 2                | 6                | 8                | 83               | —       | —       | —       | —       | —       |
| 1984–85            | «Бінгемтон Вейлерс»  | АХЛ                | 36               | 5                | 11               | 16               | 92               | —       | —       | —       | —       | —       |
| 1985–86            | «Гартфорд Вейлерс»   | НХЛ                | 80               | 5                | 19               | 24               | 174              | 10      | 1       | 2       | 3       | 38      |
| 1986–87            | «Гартфорд Вейлерс»   | НХЛ                | 78               | 2                | 31               | 33               | 162              | 5       | 0       | 1       | 1       | 41      |
| 1987–88            | «Гартфорд Вейлерс»   | НХЛ                | 76               | 8                | 33               | 41               | 159              | 5       | 0       | 0       | 0       | 8       |
| 1988–89            | «Гартфорд Вейлерс»   | НХЛ                | 71               | 9                | 26               | 35               | 181              | 4       | 0       | 2       | 2       | 4       |
| 1989–90            | «Гартфорд Вейлерс»   | НХЛ                | 55               | 2                | 11               | 13               | 177              | 7       | 1       | 0       | 1       | 2       |
| 1990–91            | «Гартфорд Вейлерс»   | НХЛ                | 62               | 3                | 18               | 21               | 174              | —       | —       | —       | —       | —       |
| 1990–91            | «Піттсбург Пінгвінс» | НХЛ                | 14               | 1                | 4                | 5                | 37               | 20      | 3       | 2       | 5       | 34      |
| 1991–92            | «Піттсбург Пінгвінс» | НХЛ                | 62               | 1                | 14               | 15               | 206              | 21      | 0       | 2       | 2       | 39      |
| 1992–93            | «Піттсбург Пінгвінс» | НХЛ                | 77               | 3                | 26               | 29               | 249              | 12      | 1       | 5       | 6       | 24      |
| 1993–94            | «Піттсбург Пінгвінс» | НХЛ                | 80               | 5                | 24               | 29               | 199              | 6       | 0       | 1       | 1       | 18      |
| 1994–95            | «Лександ»            | Елітсерія          | 2                | 0                | 0                | 0                | 8                | —       | —       | —       | —       | —       |
| 1994–95            | «Піттсбург Пінгвінс» | НХЛ                | 44               | 1                | 15               | 16               | 113              | 7       | 0       | 2       | 2       | 8       |
| 1995–96            | «Нью-Йорк Рейнджерс» | НХЛ                | 74               | 1                | 18               | 19               | 122              | 11      | 1       | 5       | 6       | 16      |
| 1996–97            | «Нью-Йорк Рейнджерс» | НХЛ                | 73               | 6                | 11               | 17               | 136              | 15      | 0       | 2       | 2       | 30      |
| 1997–98            | «Нью-Йорк Рейнджерс» | НХЛ                | 73               | 3                | 9                | 12               | 122              | —       | —       | —       | —       | —       |
| 1998–99            | «Нью-Йорк Рейнджерс» | НХЛ                | 67               | 3                | 9                | 12               | 93               | —       | —       | —       | —       | —       |
| 1998–99            | «Детройт Ред-Вінгс»  | НХЛ                | 4                | 0                | 0                | 0                | 6                | 9       | 0       | 3       | 3       | 10      |
| 1999–00            | «Філадельфія Флаєрс» | НХЛ                | 49               | 1                | 2                | 3                | 58               | —       | —       | —       | —       | —       |
| Усього в Елітсерії | Усього в Елітсерії   | Усього в Елітсерії | 102              | 17               | 18               | 35               | 173              | —       | —       | —       | —       | —       |
| Усього в АХЛ       | Усього в АХЛ         | Усього в АХЛ       | 36               | 5                | 11               | 16               | 92               | —       | —       | —       | —       | —       |
| Усього в НХЛ       | Усього в НХЛ         | Усього в НХЛ       | 1080             | 57               | 275              | 332              | 2453             | 132     | 7       | 27      | 34      | 272     |

### Збірна
| Рік  | Команда | Турнір       | І | Г | П | О | ШХ |
| ---- | ------- | ------------ | - | - | - | - | -- |
| 1982 | Швеція  | МЧС          | 7 | 1 | 3 | 3 | 18 |
| 1982 | Швеція  | ЮЧЄ          | 5 | 2 | 1 | 3 | 10 |
| 1983 | Швеція  | МЧС          | 1 | 0 | 1 | 1 | 0  |
| 1984 | Швеція  | МЧС          | 7 | 1 | 4 | 5 | 18 |
| 1985 | Швеція  | ЧС           | 9 | 1 | 2 | 3 | 22 |
| 1990 | Швеція  | ЧС           | 7 | 2 | 0 | 2 | 18 |
| 1991 | Швеція  | Кубок Канади | 3 | 0 | 0 | 0 | 4  |
| 1998 | Швеція  | ОІ           | 3 | 0 | 1 | 1 | 4  |